# Amélia Calumbo Quinta
Amélia Calumbo Quinta là một chính trị gia người Angola cho MPLA và là thành viên của Quốc hội Angola.